# Werner Tritzschler
Werner Tritzschler (* 1956 in Oppeln) ist ein deutscher Schauspieler und Regisseur.

## Werdegang
Tritzschler war zunächst als Theatermaler am Gerhart-Hauptmann-Theater Zittau tätig. Danach studierte er an der Hochschule für Schauspielkunst „Ernst Busch“ in Berlin.
Nach Engagements an den Theatern in Erfurt und Chemnitz folgten Engagements am Staatstheater Schwerin und dem Staatsschauspiel Dresden. 1983 spielte er eine der Hauptrollen im Spielfilm Schwierig sich zu verloben. Im Folgejahr wurde er durch den Staatssicherheitsdienst wegen Wehrdienstverweigerung und Ausreiseantrag in Berlin verhaftet, zu einer Haftstrafe wegen staatsfeindlicher Gruppenbildung verurteilt und mit einem Berufsverbot belegt. Es folgte der Freikauf durch die Bundesrepublik Deutschland und ein anschließendes Engagement am Hessischen Staatstheater Wiesbaden als Schauspieler und Regisseur für vier Jahre. Dort gewann er den Dr.-Otto-Kasten-Preis. Von 1989 bis 1994 war er am Düsseldorfer Schauspielhaus engagiert. Es folgten 5 Jahre als freier Schauspieler und Regisseur, bevor er 1999 ein zehnjähriges Engagement als Schauspieler und Regisseur am Theater der Stadt Koblenz antrat.
Er ist mit der Schauspielerin Madeleine Niesche verheiratet und lebt mit ihr und der gemeinsamen Tochter in Köln.

## Hörspiele
- 1992: Daniel Therriault: Trampen (Schotte) – Regie: Walter Adler (Hörspiel – WDR)
- 1993: Walter Kempowski: Stalingrad (1. Teil: Alles Gute und Grüße an die Heimat) – Bearbeitung und Regie: Walter Adler (Hörspielbearbeitung – HR/BR/MDR/SWF)
- 1993: -ky: Wirklich bestialisch (Zeugabfertiger/2. Bauarbeiter) – Regie: Holger Rink (Original-Hörspiel, Kriminalhörspiel – WDR)
- 1993: Tankred Dorst, Ursula Ehler: Merlin oder Das wüste Land. Gekürzte Fassung (1. Teil: Die Tafelrunde) (Dagobert, der Müllmann) – Bearbeitung und Regie: Walter Adler (Hörspielbearbeitung – MDR)

## Filmographie
- 2021: Klara Sonntag – Kleine Fische, große Fische
- 2022: Bettys Diagnose (Fernsehserie, Folge Gegen den Strom)